# Piet van Katwijk
Pieter Gerardus "Piet" van Katwijk (Oploo, 27 de fevereiro de 1950 – 24 de fevereiro de 2025) foi um ciclista de estrada holandês, que foi ativo entre 1969 e 1983. Competiu na prova de estrada nos Jogos Olímpicos de Verão de 1972 em Munique, terminando na décima primeira posição. Venceu a Milk Race (1973) e Acht van Chaam (1974), bem como várias etapas do Tour de Olympia (1970, 1971, 1972), Volta à Suíça (1976), Volta à Bélgica (1976), Volta aos Países Baixos (1977) e Tour de Luxemburgo (1977).
Seus irmãos, Jan e Fons, e sobrinho Alain, também foram ciclistas profissionais.

## Morte
Katwijk morreu no dia 24 de fevereiro de 2025, aos 74 anos.